# 高橋茂寿慶
高橋 茂寿慶（高橋 茂壽慶、たかはし もすけ、1892年〈明治25年〉1月30日 - 1951年〈昭和26年〉2月4日）は、大日本帝国陸軍軍人。最終階級は陸軍中将。

## 経歴
新潟県出身。
1913年（大正2年）陸軍士官学校第25期卒業、陸軍砲兵少尉に任官。のち1920年（大正9年）陸軍大学校に入校し、1923年（大正12年）同校第35期卒業。
1932年（昭和7年）関東軍参謀、1935年（昭和10年）陸軍大学校研究部主事、1936年（昭和11年）陸軍大学校教官、1937年（昭和12年）陸軍砲兵大佐、1938年（昭和13年）野戦重砲兵第9連隊長を経て、1939年（昭和14年）8月1日に陸軍少将・中支那派遣軍兵器部長に任官し、支那事変に出征した。
ついで同年9月12日に支那派遣軍兵器部長、1940年（昭和15年）8月1日に駐蒙軍参謀長を歴任。
大東亜戦争に入ると、1941年（昭和16年）10月21日に関東軍兵器部長、1943年（昭和18年）3月25日に下関要塞司令官、1944年（昭和19年）8月8日に西部軍司令部附を経て、同年10月26日に陸軍中将に昇進し、関東州警備司令官を務め、翌年の1944年（昭和20年）4月15日に第161師団長に補され、上海にて終戦を迎えた。
1947年（昭和22年）11月28日、公職追放仮指定を受けた。

## 栄典
勲章等
- 1933年（昭和8年）8月3日 - 勲四等瑞宝章[10]
- 1940年（昭和15年）8月15日 - 紀元二千六百年祝典記念章[11]